# Montroi
Montroi (oficialment Montroi/Montroy) és un municipi del País Valencià que es troba a la comarca de la Ribera Alta. Limita amb Llombai, Real de Montroi, Torís i Montserrat (a la mateixa comarca); i amb Dosaigües (a la Foia de Bunyol).

## Geografia
Situat en el centre de la Vall dels Alcalans, té un terme de 31,6 km² en què cal visitar els paratges de les serres del Caballón i Dosaigües.

## Història
Va ser una alqueria de molta importància en època musulmana que, amb la conquesta de Jaume I, fou donada el 1238 a Roderic de Liçana; en 1307 pertanyia al mestre del Temple i a Romeu de Corbera, mestre de Montesa, qui va adquirir-lo en 1436 i va establir-hi una comanda; fins a l'expulsió del 1609 fou lloc de moriscs que en 1510 tenia 38 cases, en 1609, 70, i en 1663 tan sols 5.

## Demografia
| 1990  | 1992  | 1994  | 1996  | 1998  | 2000  | 2002  | 2004  | 2006  | 2007  |
| ----- | ----- | ----- | ----- | ----- | ----- | ----- | ----- | ----- | ----- |
| 1.494 | 1.491 | 1.486 | 1.567 | 1.514 | 1.538 | 1.616 | 1.768 | 2.154 | 2.500 |

## Política i Govern

### Composició de la Corporació Municipal
El Ple de l'Ajuntament està format per 11 regidors. En les eleccions municipals de 26 de maig de 2019 foren elegits 4 regidors del Partit Popular (PP), 3 del Partit Socialista del País Valencià (PSPV-PSOE), 2 de Gent de Montroi (GDM), 1 d'Independents per Montroy (IPM) i 1 de Tots Som Montroi (TSM).
| Eleccions municipals de 26 de maig de 2019 - Montroi |                                          |                                     |                                     |        |          |          |
| Candidatura | Candidatura                              | Candidatura                         | Cap de llista                       | Vots   | Vots     | Regidors |
| | Partit Popular                           |                                     | Vanessa Baixauli Fores              | 471    | 33,45%   | 4 (+1)   |
| | Partit Socialista del País Valencià-PSOE |                                     | Antonio Carrascosa Rubio            | 223    | 17,09%   | 2 (+2)   |
| | Gent de Montroi                          |                                     | Manuel Miguel Blanco Sala           | 316    | 22,44%   | 2 (+2)   |
| | Independents per Montroy                 |                                     | Emilio José Espert Navarro          | 157    | 11,15%   | 1 (-1)   |
| | Tots som Montroi                         |                                     | Mauricio Josué Durán Morales        | 110    | 7,81%    | 1 ()     |
| | Altres candidatures                      |                                     |                                     |        |          | 0 ( -3)  |
| | Vots en blanc                            |                                     |                                     | 27     | 1,92%    |          |
| Total vots vàlids i regidors | Total vots vàlids i regidors             | Total vots vàlids i regidors        | Total vots vàlids i regidors        | 1.408  | 100 %    | 11       |
| | Vots nuls                                | Vots nuls                           | Vots nuls                           | 11     | 0,78%    |          |
| Participació (vots vàlids més nuls) | Participació (vots vàlids més nuls)      | Participació (vots vàlids més nuls) | Participació (vots vàlids més nuls) | 1.419  | 64,12%** |          |
| Abstenció | Abstenció                                | Abstenció                           | Abstenció                           | 794*   | 35,88%** |          |
| Total cens electoral | Total cens electoral                     | Total cens electoral                | Total cens electoral                | 2.213* | 100 %**  |          |
| Alcaldessa: Vanessa Baixauli Fores (PP) (15/06/2019) Per ser la llista més votada, després de no haver obtingut majoria absoluta dels regidors (4 vots de PP) |                                          |                                     |                                     |        |          |          |
| Fonts: JEC, JEZ València. M. Interior, Periòdic Ara. (* No són vots sinó electors. ** Percentatge respecte del cens electoral.)                               |                                          |                                     |                                     |        |          |          |

### Alcaldes
Des de 2016 l'alcaldessa de Montroi és Vanessa Baixauli Fores (PP).
| Període                       | Alcalde o alcaldessa                                                         | Partit polític | Data de possessió                | Observacions |
| ----------------------------- | ---------------------------------------------------------------------------- | -------------- | -------------------------------- | ------------ |
| 1979–1983                     | Abundio Femenia Hurtado                                                      | PSPV-PSOE      | 19/04/1979                       | --           |
| 1983–1987                     | Abundio Femenia Hurtado                                                      | PSPV-PSOE      | 28/05/1983                       | --           |
| 1987–1991                     | Manuel Miguel Blanco Sala                                                    | PSPV-PSOE      | 30/06/1987                       | --           |
| 1991–1995                     | Manuel Miguel Blanco Sala                                                    | PSPV-PSOE      | 15/06/1991                       | --           |
| 1995–1999                     | Manuel Miguel Blanco Sala                                                    | PSPV-PSOE      | 17/06/1995                       | --           |
| 1999–2003                     | Emilio José Espert Navarro Francisco Javier Carrión Gil                      | UV PP          | 03/07/1999 23/05/2002            | Dimissió --  |
| 2003–2007                     | Francisco Javier Carrión Gil Francisco Cristòfol Blasco Antonio Polo i Bessó | PP PSPV-PSOE   | 14/06/2003 11/05/2006 22/05/2006 | Dimissió --  |
| 2007–2011                     | Antonio Polo i Bessó                                                         | PSPV-PSOE      | 16/06/2007                       | --           |
| 2011–2015                     | Antonio Polo i Bessó                                                         | PSPV-PSOE      | 11/06/2011                       | --           |
| 2015–2019                     | Antonio Polo i Bessó Vanessa Baixauli Forés                                  | UPM PP         | 13/06/2015 12/04/2016            | Defunció --  |
| 2019-2023                     | Vanessa Baixauli Fores                                                       | PP             | 15/06/2019                       | --           |
| Des de 2023                   | n/d                                                                          | n/d            | 17/06/2023                       | --           |
| Fonts: Generalitat Valenciana |                                                                              |                |                                  |              |

### Cas de corrupció
El 3 de febrer de 2009 va ser detingut el que fora alcalde de la localitat, Francisco Javier Carrión Gil, del PP, per delicte urbanístic i prevaricació, en relació amb la construcció de desenes d'habitatges en terreny rústic no urbanitzable destinats a compradors estrangers. En 2010 n'estaven també imputats, pels mateixos fets, el nou alcalde, Antonio Polo Bessó, de PSPV-PSOE, i 9 persones més. En 2015 n'eren ja 
18, els imputats.

## Economia
Segons Cavanilles, el 1795 produïa seda, blat, dacsa, vi, oli i garrofes. A hores d'ara l'economia continua depenent de l'agricultura, amb un focus important en la producció de mel.

## Monuments
- Església de Santa Maria. Va ser construïda en el segle xvi. És de planta de creu llatina i compta amb tres naus. En l'interior es troba un excel·lent retaule barroc i una Pietat de Gregorio Fernández.
- La Torre. És d'origen musulmà, del segle xiii; va ser construïda per la dinastia Nassarita amb motiu de la vulnerabilitat de la localitat des del mar. Té 12 metres d'altura, està fabricada d'atovó de terra i es compon de dues plantes amb finestres vigilants al mar i una terrassa. Formava part d'un antic castell del qual sols es conserva la torre i les restes de la muralla. L'estat de la torre és de deteriorament i quasi es troba enderrocada. Hi ha hagut diversos intents de reformar-la i restaurar-la, però mai no ha tingut suport municipal.

## Festes i celebracions

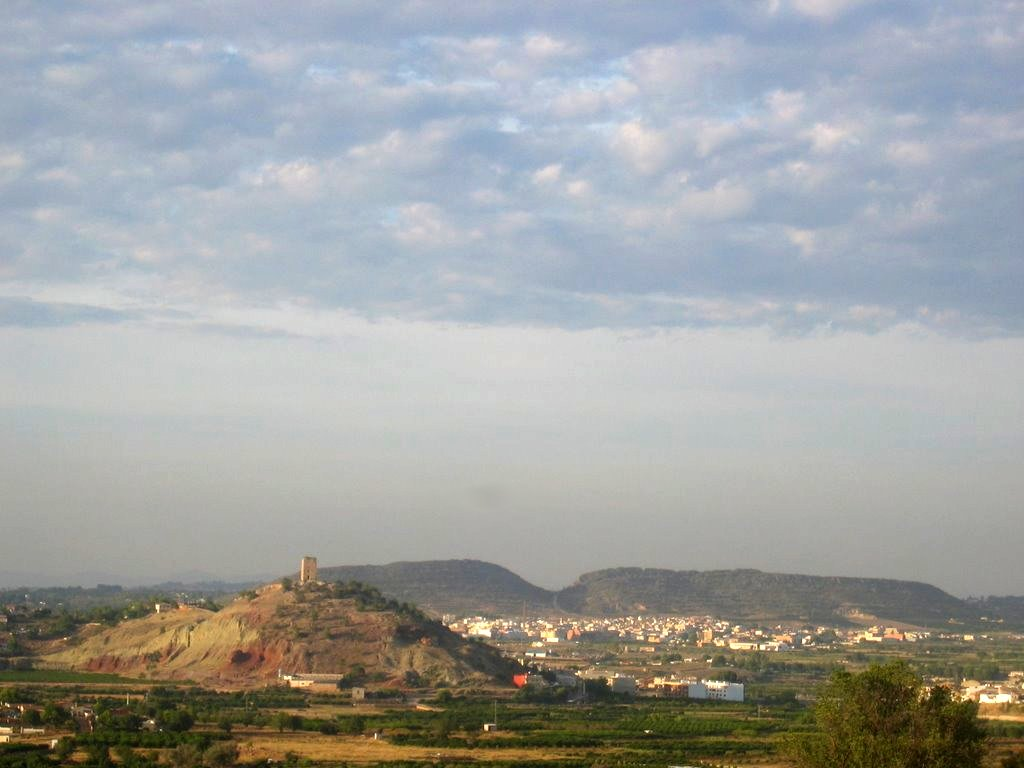
Torre de Montroi

- Falles. En esta localitat se celebren una setmana després del 19 de març.
- Sant Vicent Ferrer. El 23 d'abril.
- Festes Patronals. Sobre la tercera setmana del mes d'agost comencen les festes patronals en honor de Sant Bartomeu Apòstol (el 24 d'agost) amb castells de focs artificials durant una setmana i revetlles a partir de mitjanit. L'última setmana d'agost comença la setmana taurina, de gran tradició en el poble.
- Fira Valenciana de la Mel (FIVAMEL). Organitzada per l'ajuntament al mes de novembre. S'hi mostren els productes relacionats amb l'apicultura, tastaments de mel, concursos, etc.